# Guardium
Guardium – bezzałogowy pojazd lądowy zbudowany dla armii izraelskiej przez firmę G-Nius (konsorcjum Israel Aerospace Industries i Elbit Systems).
Pojazd może być zdalnie sterowany z Main Control Center albo z wynośnego pulpitu z niewielkiej odległości. Może też poruszać się w trybie autonomicznym. 
Wyposażone w nowoczesne systemy obserwacji i detekcji używane są do patrolowania granicy ze Strefą Gazy (jako uzupełnienie normalnych patroli). Może być łatwo wyposażony w zdalnie kierowaną broń, system wskazywania celów oraz inne wyposażenie.